# Gori, gori, moja zvezda
Gori, gori, moja zvezda (russisk: Гори, гори, моя звезда) er en sovjetisk spillefilm fra 1970 af Aleksandr Mitta.

## Medvirkende
- Oleg Tabakov som Vladimir Iskremas
- Jelena Proklova som Kristina Kotljarenko
- Jeevgenij Leonov som Pasjka
- Oleg Jefremov som Fjodor
- Vladimir Naumov som Captain